# Christian Frederik Moltke
Christian Frederik greve Moltke (13. juli 1736 – 25. april 1771 på Turebyholm) var en dansk greve og gehejmeråd.
Han var søn af Adam Gottlob Moltke i dennes 1. ægteskab, blev 1752 kammerjunker, 1757 deputeret i Kommercekollegiet, 1758 kammerherre, 1760 tillige deputeret i General-Toldkammeret, samme år hofmarskal og Ridder af Dannebrog, 1761 i forening med Københavns Overpræsident overdirektør for Komediehuset og den dermed forenede kongelige italienske opera, for hvilket hverv han som en ven af den danske komedie havde gode betingelser, 1762 medlem af Overskattedirektionen (indtil 1766), 1765 deputeret for finanserne, men vistnok afgået samme år, 1767 overhofmarskal og gehejmeråd, 1768 dr.juris, 1769 gehejmekonferensråd.
Moltke havde 23. juni 1760 ægtet en datter af gehejmeråd Frederik von Buchwald til Borstel, Ide Hedevig Buchwald (2. oktober 1744 - 5. januar 1816), med hvem han fik Trøjborg. Efter Moltkes pludselige dødsfald på Turebyholm 25. april 1771 ægtede hun en af sine tidligere elskere, kammerherre Carl Adolph von Plessen til Gunderslevholm.